# Taqwa Pinero
Taqwa Pinero, nato e conosciuto fino al 2016 come Taquan Dean (Red Bank, 6 agosto 1983), è un cestista statunitense.

## Carriera
Dopo i primi anni di giovanili negli U.S.A., esordisce a livello professionistico nel 2006 in Europa nel massimo campionato italiano con Pallacanestro Biella, dove resta per metà stagione; l'ultima parte del 2006-2007 la gioca infatti in Russia con la Dinamo Mosca.
La stagione 2007-08 la disputa sempre in Italia con il Casale Monferrato in Legadue. Dal 2008 al 2010 gioca in Spagna con 3 squadre diverse: Murcia (2008-2009), Malaga (2009-10) e Vitoria (2010).
La seconda parte della stagione 2009-10 al affronta in Grecia con la casacca del Kavala.
Nel luglio 2010, ritorna in Italia dopo due anni di assenza (nella stagione 2007-08 giocò in Legadue con il Casale Monferrato), passando alla Scandone Avellino. Il 28 luglio 2011 prolunga il contratto con la società irpina. Nel 2012, dopo due brevi esperienze a Valencia e Izmir, firma un nuovo contratto con la società irpina, venendo poi confermato per la stagione seguente. A seguito di frizioni con l'allenatore Francesco Vitucci, Dean a fine gennaio viene messo fuori squadra.
Dopo aver rescisso il contratto con Avellino, Dean l'estate successiva firma in Spagna con il club basco del Lagun Aro. Il 7 aprile 2015 lascia la squadra spagnola, continuando la carriera tra Medio Oriente e Spagna.
Nel 2016 scopre di non essere figlio della persona che reputava suo padre, e cambia nome in Taqwa Pinero.

## Palmarès
- Derby Classic All-Star Game Contest 3 point: 2002
- Conference USA Tournament: 2003 e 2005
- MVP Regular Season NCAA: 2005